# لبخند باشکوه آقای گیل
لبخند باشکوه آقای گیل نمایشنامه‌ای است از اکبر رادی.

## خلاصه داستان
پردهٔ اول (چنگ در باد): عمارت و باغِ علیقلی‌خان گیل در نیاوران است. علیقلی‌خان خون قِی کرده است. دخترش فخری اعظم به همراه همسرش تجدّد، که هر دو پزشک جرّاح پلاستیک هستند، از او عیادت می‌کنند. فروغ که حالِ پدر را وخیم دیده، آن‌ها را خبر کرده و نیز خواهر و برادرهای دیگرش را. داوود، مهرانگیز، نورالدین و جمشید. داوود شکارچی است، مهرانگیز نقاش، نورالدین تاجر و جمشید دکتر فلسفه. همگی مجرّدند و در این عمارت زندگی می‌کنند. فروغ که استاد روان‌شناسی است اجازه نمی‌دهد مادرشان گیلانتاج، به اتاق علیقلی‌خان برود. او گیلانتاج را که دچار پاره‌ای اختلالات روانی است، با قرص‌های خواب‌آور در اتاق حبس می‌کند که با مخالفت مهرانگیز و جمشید روبه‌رو می‌شود. فروغ که عصبی و خسته است؛ داوود را به‌خاطر لودگی، مهرانگیز را به‌خاطر طرح‌هایی که ناشی از عقده‌هایی درونی‌اند و جمشید را به‌خاطر فلسفهٔ زندگی‌اش که ساعت‌ها تنها در اتاقش پیانو می‌نوازد و گیاهخوار است، یا شب‌ها دورِ استخر بیهوده و بی‌هدف قدم می‌زند و... سرزنش می‌کند. سرانجام علیقلی‌خان از اتاق خارج می‌شود. فخری اعظم و تجدّد در ازای چک درشتی که از علیقلی‌خان دریافت می‌کنند، جراحی را تجویز می‌کنند ولی داوود دوای درد پدر را یک خرگوشِ باکرهٔ سفید می‌داند. که منظورش طوطی، خدمتکار تُرد و زیبای خانه است. اما علیقلی‌خان که ده سال است در این باغ حبس شده، طرح‌های بزرگی برای آینده دارد. او با شادی شراب می‌نوشد و می‌گوید که همچون کاجِ هفتاد سالهٔ باغ، سرِ حال و سرِ پا ست.
پردهٔ دوم (ضربهٔ عجیب): حالِ علیقلی‌خان کمی بهتر شده. مهرانگیز برایش کتاب می‌خواند و طوطی از او مراقبت می‌کند. فروغ‌الزمان که تحملِ جمشید را ندارد از پدر می‌خواهد تا خرج او را قطع کند. همچنین مهرانگیز را به‌خاطر این‌که طاهرِ نوکر را لخت‌کرده و نقاشی می‌کند، دعوا می‌کند. علیقلی‌خان به داوود در ازای طوطی، وعدهٔ کارخانه یا دهی می‌دهد که فروغ می‌شنود. خود را پیشِ پای پدر انداخته و می‌گوید حاضر است طوطی را به او بدهد تا از خونی دو رگه، یک گیلِ دیگر به دنیا آید. علیقلی‌خان از نورالدین می‌خواهد تا او را به آرامگاهی که برایش ساخته‌اند، ببرد. او از گذشته و از دوران مالکیتش یاد می‌کند و از زخمی که اصلاح‌طلب‌ها بر دوشش گذاشته‌اند. او که حالش بد شده، خیره و با لبخندی بر لب، قوز کرده روی عصایش می‌ماند.
پردهٔ سوم (مُرده ریگ): گیل در بیمارستان است و حاضر به ملاقات با هیچ‌کس نیست. فروغ و نورالدین با ممانعت‌کردن از ورود جمشید به اتاقش، وصیت نامهٔ گیل را باز می‌کنند. عمارت به فروغ و کارخانه‌ها به نورالدین ارث رسیده. دهِ گیلده که حقِ جمشید بوده، وقفِ زارعان گشته است. به داوود نیز صندوقچهٔ ترمهٔ علیقلی‌خان که وافور و تسبیح و انگشتری است، می‌رسد. جمشید، مدرک دکتری‌اش را پاره می‌کند و تصمیم می‌گیرد به گیلده رفته و خود را وقف مردمِ آنجا کند. کاجِ هفتاد سالهٔ باغ، در طوفان می‌شکند. هم زمان خبر می‌دهند که گیل مرده است. داوود مسخ شده از ارثی که به دستش رسیده، برای تطهیر ارثیه‌اش به طوطی تجاوز می‌کند. آن‌گاه کنارِ استخر، خودکشی می‌کند.